# Anelaphus robi
Anelaphus robi är en skalbaggsart som beskrevs av Hrabovsky 1987. Anelaphus robi ingår i släktet Anelaphus och familjen långhorningar. Inga underarter finns listade i Catalogue of Life.